# Shawn Farquhar

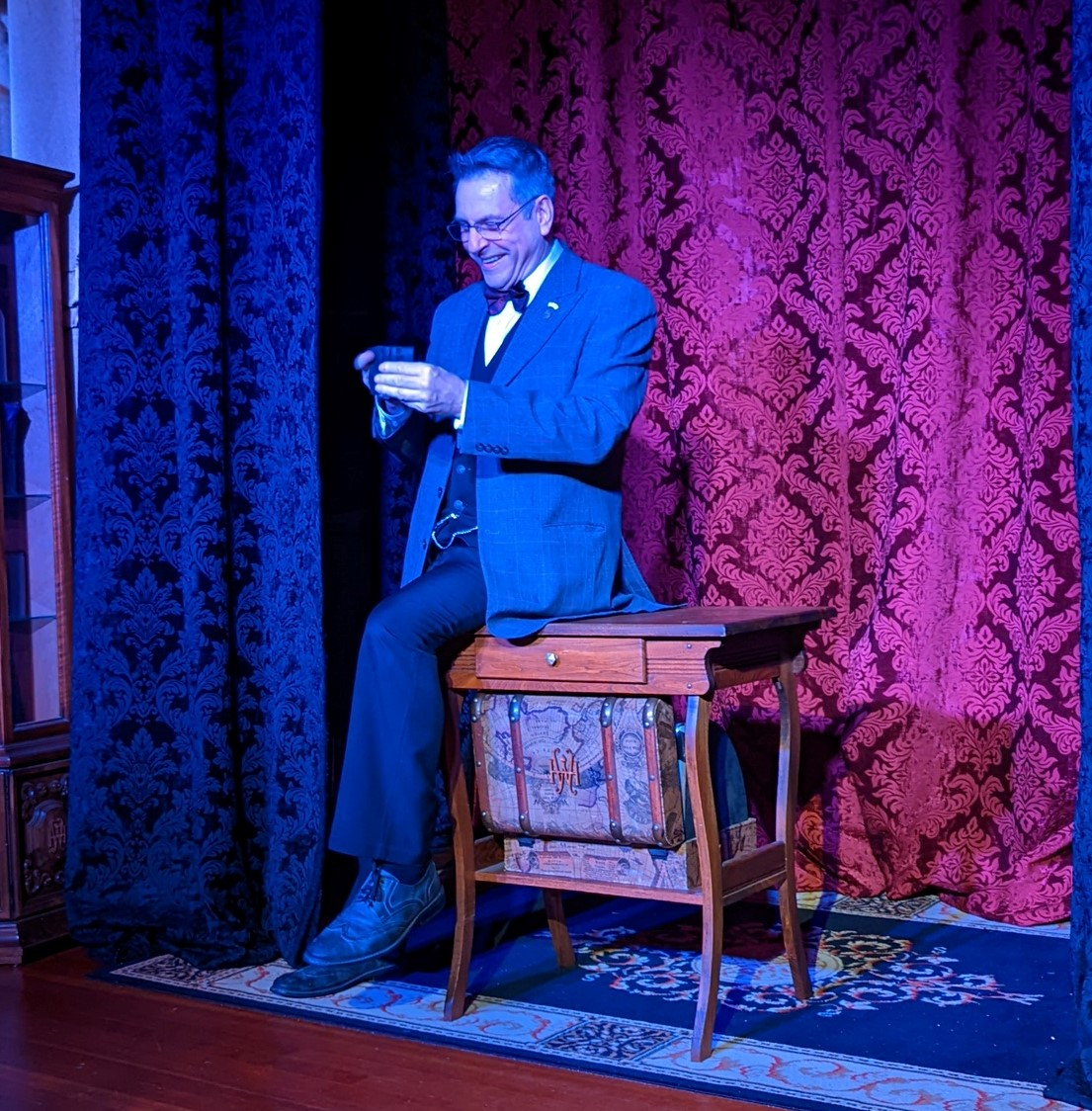
Shawn Farquhar

Shawn Farquhar (född 7 juni 1962 i Portage la Prairie, Manitoba, Kanada), bosatt i Coquitlam, British Columbia, är en illusionist som är innehavare av titeln World Champion of Magic. 
I augusti 2009 vann han illusionisternas mest prestigefyllda pris vid FISM World Championship of Magic i Peking.